# Pinsà de Darwin vampir
El pinsà de Darwin vampir (Geospiza septentrionalis) és un ocell de la família dels tràupids (Thraupidae).

## Hàbitat i distribució
Habita zones de matoll i bosc de les illes Galápagos nord-occidentals.